# 5 O'Clock
5 O'Clock è un singolo del cantante statunitense T-Pain, pubblicato il 27 settembre 2011 come secondo estratto dal quinto album in studio RevolveЯ.
Il singolo ha visto la collaborazione del rapper statunitense Wiz Khalifa e della cantante pop britannica Lily Allen, quest'ultima presente per via dell'utilizzo di un sample vocale tratto dalla sua canzone del 2009 Who'd Have Known, quinto singolo estratto dal suo album It's Not Me, It's You. La canzone è stata una delle ultime produzioni della Jive Records prima della sua soppressione e del passaggio dei suoi artisti alla RCA.

## Remix
Il remix ufficiale della canzone è stato pubblicato il 18 novembre 2011 e vede la collaborazione, oltre che degli artisti presenti nella versione album, anche del duo portoricano Wisin & Yandel.

## Video musicale
Nel videoclip è assente la Allen poiché, in quanto incinta, non ha potuto partecipare alle riprese. In gran parte la clip è stata girata a De Wallen, noto quartiere a luci rosse di Amsterdam. Il video inizia con T-Pain che, dopo essere stato svegliato da un suono emesso dal suo cellulare, si ritrova in un club. Wiz entra in gioco solo successivamente, nella seconda parte del video. Mentre nella versione internazionale della clip viene utilizzata la explicit version in quella per il Regno Unito la Radio Edit.

## Tracce
- CD singolo

1. 5 O'Clock (feat. Lily Allen e Wiz Khalifa) – 4:41
2. Best Love Song (feat. Chris Brown) (V. I.P Mix) – 4:24

- Digital download - Explicit Single (iTunes)

1. 5 O'Clock (feat. Lily Allen e Wiz Khalifa) – 4:41 – Explicit

- Digital download - Clean Single (iTunes)

1. 5 O'Clock (feat. Lily Allen e Wiz Khalifa) – 4:40 – Clean

- Latin Remix

1. 5 O'Clock (Latin Remix) (feat. Lily Allen e Wisin & Yandel) – 4:21

## Classifiche
| Classifica (2011) | Posizione Massima |
| ----------------- | ----------------- |
| Australia         | 29                |
| Belgio (Friande)  | 5                 |
| Belgio (Vallonia) | 4                 |
| Nuova Zelanda     | 27                |
| Regno Unito       | 6                 |
| Stati Uniti       | 8                 |
| Stati Uniti (Pop) | 12                |